# روبيو (فنزويلا)
روبيو Rubio هي مدينة في فنزويلا في ولاية تاتشيرا، تأسست عام 1794 من قبل جيرفاسيو روبيو، ووفقًا للتعداد الفنزويلي لعام 2001 ، يبلغ عدد سكان البلدية 68.869 نسمة.